# Kōan (bouddhisme)
Pour les articles homonymes, voir Kōan et Gong'an.

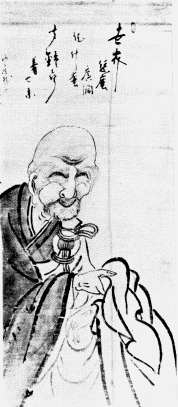
Le Maître Chan Yunmen Wenyan

Un kōan (transcription du japonais : こうあん, prononciation japonaise on'yomi du terme chinois : 公案, gōng'àn, littéralement : « arrêt faisant jurisprudence »), ou koan, est une brève anecdote ou un court échange entre un maître et son disciple, absurde, énigmatique ou paradoxal, ne sollicitant pas la logique ordinaire, utilisé dans certaines écoles du bouddhisme chan (appelé son en Corée, zen au Japon ou thiền au Viet Nam). Un hua tou (terme chinois ; japonais : wato) est semblable mais ne consiste qu'en une courte phrase, parfois issue d'un kōan.
Selon le dictionnaire encyclopédique chinois Cihai publié en 1936, le kōan est un objet de méditation qui serait susceptible de produire le satori ou encore de permettre le discernement entre l'éveil et l’égarement. Le terme gōng'àn est emprunté au vocabulaire juridique de la Chine ancienne. Voisin du sens d'ukase, il désignait les décisions officielles des bureaux gouvernementaux qui faisaient force de loi.
Aujourd’hui les kōan sont l'un des principaux outils d'enseignement et de discipline de la tradition Rinzai. La tradition Sōtō a donné plus d'importance à la posture assise dite zazen qui repose sur l'enseignement de Dogen et à l'illumination silencieuse de Hongzhi Zhengjue. Toutefois, on ne saurait pour autant affirmer que l'école Sôtô ait rejeté le kôan — à preuve les anthologies de kôan de Hongzhi Zhengjue (en particulier le Cong rong lu — « Le Livre de l'équanimité ») ou encore la compilation de trois cents kôans de Dôgen, le Shinji Shôbôgenzô.

## Origines
Les Gong'an (koan en japonais) furent développés en Chine sous la Dynastie Tang (618 – 907) d'après les enregistrements des paroles des maîtres Chan, qui citèrent de nombreuses histoires de « Un enregistrement célèbre d'une figure chan du passé avec des disciples ou d'autres interlocuteurs et y offrant alors leurs propres commentaires ». Ces histoires et les commentaires les accompagnant ont été utilisés pour l'éducation des étudiants et leurs analyses furent diffusées dans les enseignements bouddhistes.
Même si les premiers kōan japonais furent rédigés dès le IXe siècle, la plupart des kōan ont été compilés aux XIe et XIIe siècles de notre ère. Ils se comptent par centaines, et sont les témoins de plusieurs siècles de transmission du bouddhisme chan en Chine et bouddhisme zen au Japon.
Selon la légende, à sa naissance, Siddharta Gautama fit quelques pas, pointa vers le ciel une main et vers la Terre l'autre en disant : « Entre les Cieux et la Terre, je suis le seul vénérable » (Tenjo Tenge Yui Ga Doku Son). La phrase est souvent considérée comme le premier kōan.

## Paradoxes
Le kōan se présente comme un paradoxe, voire une aporie, impossible à résoudre de manière intellectuelle. Le méditant doit délaisser sa compréhension habituelle des phénomènes pour se laisser pénétrer par une autre forme de connaissance intuitive. Le kōan est souvent contenu dans le compte-rendu d'une discussion entre deux maîtres chan (ou zen). Nombre de ces discussions ont été reprises dans les anthologies de kōan.
Le kōan, dans sa forme pure, n'est pas une devinette, ni un mot d'esprit transmis par le maître au disciple. Il ne s'agit pas de répéter quelque obscurité, de triturer une énigme, mais de travailler avec un paradoxe de sagesse centenaire, qui serait transmis personnellement, dans l'intimité entre maître et étudiant. L'étudiant prend alors à cœur de résoudre le kōan, et la pratique durant des séances formelles, et plus largement durant chacune de ses activités quotidiennes. À terme et conjuguée à celle de zazen, cette pratique lui permettra d'atteindre le satori.
Le wato est le mot-clé ou une courte phrase sur lequel l'étudiant se concentre.
Un certain nombre de kōan ont été commentés. Mais il est dit que le commentaire ne fait pas comprendre le kōan : il en ouvre seulement la voie. C'est à chacun de comprendre, de vivre le kōan.
Il arrive qu'un moine se voie assigner un seul kōan pour toute sa vie monastique.

### Niveaux dekōan
Dans l'école Rinzai, on distingue cinq catégories de kōan, et la difficulté augmente à chaque niveau. L'étudiant commence par les hosshin kōan (hosshin = Corps de la Loi) qui lui permettent de découvrir l'éveil et de devenir progressivement familier de la Vraie Nature du Réel, la nature de bouddha. Au deuxième stade viennent les kikan kōan (kikan = auxiliaire, outil) qui aident l'étudiant à développer sa capacité de discrimination dans un monde qui est celui de la non-différenciation. Troisième niveau, celui des gonsen kōan (gonsen = clarification des paroles): ils amènent l'étudiant à examiner attentivement le sens des paroles des anciens maîtres, et ainsi à dépasser les définitions purement verbales. L'étudiant aborde alors le niveau quatre où il étudie les nanto kōan (nanto = difficile à réussir), particulièrement difficiles à résoudre, comme leur nom le laisse entendre. Au cinquième et dernier stade, le maître examine une fois encore attentivement la compréhension de l'étudiant, afin de s'assurer qu'elle est réelle et profonde. Il doit alors se confronter aux Go-i kōan, ou kōan des cinq degrés de l'illumination du vénérable Dongshan Liangjie.

## Recueils
Parmi les plus célèbres recueils de kōan, on peut mentionner les titres ci-après, venant de Chine et du Japon.

### Chine
Le Wu men guan (« La barrière sans porte ») est un des deux principaux recueils de kōans de la littérature chan et zen, compilé par Wumen Huikai (1183-1260). On a aussi le Bi yan lu (« Le Recueil de la Falaise Bleue »), plus ancien recueil de gong’an de la littérature chan, rédigé au XIIe siècle par le maître du chan Yuanwu Keqin (1063-1135), maître de la lignée Yangqi du chan de l’école Lin ji, d’originaire de Sichuan, Chine. Composé au XIIe siècle, le Cong rong lu (« Le livre de la sérénité ») regroupe les cent kōans du maître chan Hongzhi Zhengjue (1091-1157), de l’école Caodong de Chine.

### Japon
Le Denkoroku (« Le Livre de la transmission de la lumière ») de Keizan Jôkin réunit des histoires de transmission du Dharma dans la lignée des 52 patriarches de l'école Sôtô. On peut aussi mentionner un ouvrage important de Dôgen, le Shinji Shōbōgenzō (« Shôbôgenzô en chinois »), un recueil de 300 kōans, ainsi que le Zenrin-kushū (« Sentences du jardin du zen »), recueil de 6 000 kōans publié en 1688, qui est une version augmentée du Ku Zôshi de Tōyō Eichō.

## Exemples dekōan
C'est à Hakuin Ekaku que l'on doit un des plus fameux kōans : « Deux mains applaudissent et il y a un bruit. Quel est le son d'une main ? »
La barrière sans porte comprend également plusieurs kōans très célèbres. En voici quatre exemples, dans la traduction de Catherine Despeux : 
— Un jour, un moine demande au révérend Zhaozhou (japonais : Joshu) : « Un chien a-t-il aussi la nature de bouddha ou non ? » Joshu répond : « Non. [Wu],. »
— Un jour, un moine demanda à  Porte-des-nuées (Yunmen) :  « Qu'est ce que Bouddha ? » Porte-des-nuées: « Un bâton à sécher le bran [merde]. »
— Un moine demanda à Mont-de-la-Grotte (Dongshan) : « Comment c'est la bouddhéité ? » Dongshan répondit : « Trois livres de chanvre. »
— Le révérend Ornement-parfumé (Xiyangyan (en)) dit un jour : « Il en est comme d'un moine dans un arbre, accroché à une branche uniquement par la bouche, sans que ses mains agrippent l'arbre ou que ses pieds s'y appuient. Si quelqu'un, au pied de l'arbre, lui demande quel est le sens de la venue de l'Ouest [de Bodhidharma], ne pas répondre est une offense à celui qui questionne; répondre, c'est perdre la vie. À cet instant précis, que faire ? »